# 闇淤加美神
闇淤加美神（クラオカミノカミ）或淤迦美神乃《古事記》之記述，《日本書紀》記作闇龗神，該神祇是日本神話裡的水神。該神明和闇御津羽神、彌都波能賣神一樣，皆為日本神話裡具有代表性的水神，一般習慣稱為淤加美神。

## 概要

### 日本書紀之記載
根據《日本書紀》卷第一記載的第六種說法裡，伊奘諾尊拔出十握劍斬殺燒死伊奘冉尊的軻遇突智成三段，劍柄滴下之血化作甕速日神、熯速日神、武甕槌神；劍鋒滴下之血化成磐裂神、根裂神、磐筒男命（或云磐筒男命與磐筒女命）；劍頭滴下之血化成闇靇、闇山祇、闇罔象。而第七種說法裡，伊奘諾尊拔劍斬軻遇突智爲三段，其一段爲雷神、一段爲大山祇神、一段是高龗。事實上「闇靇」和「高龗」為同一神，總稱為龗神。

### 古事記之記載
依照《古事記》上卷之記述，伊邪那岐命斬殺迦具土之後，其血滴從劍落到岩石上，其中十拳劍劍鋒落下的血生成石拆神、根拆神和石筒之男神；劍身落下的血生成甕速日神、樋速日神和建御雷之男神；劍柄落下的血生成闇淤加美神和闇御津羽神。
後來在須佐之男斬殺八岐大蛇的故事中，提到前者之子嗣。須佐之男的兒子八島士奴美神娶大山津見神之女名木花知流比賣，生下布波能母遲久奴須奴神；此神娶淤迦美神之女日河比賣，生下深淵之水夜禮花神，而後者之孫乃大國主神。

## 解說
神名裡的「龗（オカミ）」與「淤加美」乃是龍的古字，中國古代傳說龍具有呼風喚雨的神力，在日本亦相信這個說法，故龍神司掌水和雨。「闇」意指山谷，「高」則意指高山。

## 信仰
在日本，闇淤加美神被視為灌溉用水之神，具有祈雨、止雨的神力，主祭此神的神社除了全國的意加美神社外，另計有下述：
- 大山阿夫利神社（神奈川縣伊勢原市）
- 丹生川上神社下社（奈良縣吉野郡）
- 貴船神社（京都市左京區）

## 內部連結
- 伊奘冉尊
- 闇御津羽神
- 彌都波能賣神

## 外部連結
- （日語）高霎神/闇霎神 （页面存档备份，存于）
- （日語）大山阿夫利神社のホームページ （页面存档备份，存于）